# Gennaro Manna
Gennaro Manna (Nápoles, 12 de diciembre de 1715 – Nápoles, 28 de diciembre de 1779) fue un compositor italiano que desarrolló su obra a mediados del siglo XVIII, perteneciendo por lo tanto al periodo del barroco tardío de la historia de la música.

## Biografía
Hijo de Giuseppe Maria Manna y de Caterina Feo, hermano del compositor Francesco Feo, recibió su primera formación musical en el Conservatorio de San Onofrio de la Puerta Capuana de Nápoles, donde su tío Francesco era profesor.
Su presentación como compositor de óperas se realizó en el Teatro de la Torre Argentina de Roma el 21 de enero de 1742, con la ópera Tito Manlio. Gracias al éxito obtenido con la citada obra, recibió un nuevo encargo para el Teatro San Juan Crisóstomo de Venecia, donde estrenó durante la temporada de carnaval del año 1743 la ópera Siroe, re di Persia. 
Tras su regreso a Nápoles, compuso, junto con Nicola Bonifacio Logroscino, una fiesta musical que no consiguió ser estrenada. En 1744 fue nombrado maestro de capilla del Senado de Nápoles, sucediendo en el cargo a Domenico Sarro. En enero de 1745 se representó por primera vez una ópera suya, Achille in Sciro, en el Teatro de San Carlos napolitano, recibiendo críticas muy favorables.
El 1 de octubre de 1755, tras el fallecimiento de Francisco Durante, primer maestro del Conservatorio de Santa María de Loreto de Nápoles, Manna fue contratado como maestro provisional, alcanzando el 13 de febrero del año siguiente la titularidad de la cátedra.
Entre 1760 y 1761 representó la serenata Enea in Cuma y la ópera Temistocle. En enero de 1761 sustituyó a su tío Feo como maestro de capilla de la iglesia Santissima Annuziata, y el 19 de mayo alcanzó el mismo cargo en la Catedral de Nápoles, donde permaneció componiendo música sacra hasta su muerte.

## Formas musicales
Manna, a diferencia de sus contemporáneos Nicolo Jommelli, Gaetano Latilla y Girolamo Abos, no cultivó la ópera bufa componiendo únicamente óperas serias, las cuales fueron muy apreciadas en su tiempo. En sus obras pueden apreciarse elementos que anuncian el estilo galante del pre-clasicismo.

## Composiciones vocales

### Óperas
Anexo: Óperas de Gennaro Manna

### Oratorios
- Gios re di Giuda (1747, Nápoles)
- Sepultra Sarae sive Pietas in mortuos (1748)
- Davide (Palermo, 1751)
- Rubri maris trajectus (Monte Reale, 1761)
- Debora (1769)
- Esther (1770)
- Il Seraficio Alverna (Nápoles)
- Israelis liberato sive Esther (Monte Reale)

### Otras composiciones vocales
- Festa teatrale per la nascita dell'Infante (serenata, en colaboración con Nicola Bonifacio Logroscino, 1743, Nápoles, no representada)
- L'Impero dell'universo con Give (acción dramática, libreto de Ranieri de' Calzabigi, 1745, Nápoles)
- Enea in Cuma (serenata, 1760, Nápoles)
- Il Sacrificio di Melchisedec (acción dramática, libreto de M. Tarzia, 1776, Nápoles)

## Composiciones instrumentales
- 12 Misas
- 7 Glorias
- 1 Domine ad adiuvantum a 5 voces
- 2 Credo (liturgia)Credos
- 2 Magníficat
- 3 Te Deum
- 14 Lamentaciones
- 1 Christus
- 2 Composiciones para el Nacimiento de Cristo.
- 3 Jube Domine benedicere a una voz
- 3 Benedictus Dominus
- 1 Confitebor a una voz
- 12 Dixit
- 2 Laudate Dominum  a una voz
- 1 Gloria a una voz
- 2 Veni sponsa
- 1 Laudaa 5 voces
- 1 Pange lingua
- 4 Himnos
- 1 Tantum ergo a una voz
- 1 Coro a 5 voces
- 35 Motetes con coro
- 14 Motetes con aria a una voz
- 1 Pasión según San Juan